# Tanuja
Tanuja Mukherjee, (तनुजा समर्थ), principalmente nota solo come Tanuja (Bombay, 23 settembre 1943), è un'attrice indiana.
È la madre di Kajol e Tanisha, ed è principalmente conosciuta per alcuni ruoli nei film dell'industria di Bollywood Baharen Phir Bhi Aayengi (1966), Jewel Thief, Haathi Mere Saathi (1971) e Anubhav (1971). Simultaneamente è comparsa in film in Marathi, Bengali e Gujarati come , Zaakol (Marathi), Antony Phiringee (Bengali), Deya Neya, Teen Bhuvaner Parey (1969), Prothom Kadam Phool e Rajkumari.'Naari tu Narayani'(Gujarati)
È stata nominata ai Filmfare Awards come migliore attrice non protagonista nel 1967 per Jewel Thief e nel 1969 per Paisa ya Pyar.